# Mecistocephalus collinus
Mecistocephalus collinus är en mångfotingart som beskrevs av Karl Wilhelm Verhoeff 1937. Mecistocephalus collinus ingår i släktet Mecistocephalus och familjen storhuvudjordkrypare. Inga underarter finns listade i Catalogue of Life.